# Acritus udege
Acritus udege är en skalbaggsart som beskrevs av Yves Gomy och Alexey K. Tishechkin 1993. Acritus udege ingår i släktet Acritus och familjen stumpbaggar. Inga underarter finns listade i Catalogue of Life.